# Жан-Поль Готьє
Жан-Поль Готьє́ (фр. Jean-Paul Gaultier, [ʒɑ̃ pɔl go.tje]; 24 квітня 1952, Аркей, Франція) — французький модельєр, який багато в чому визначив вигляд високої моди 1980-х і 1990-х років, президент власного дому моди і компанії «Jean Paul Gaultier SA».

## Життєпис
Один з небагатьох сучасних модельєрів, які не отримали спеціальної освіти, Готьє в юності розсилав свої начерки провідним кутюр'є Парижа, і в 18 років був прийнятий на роботу в будинок моди П'єра Кардена. У 1976 р. вперше створив власну колекцію, а до 1981 р. розробив фірмовий провокаційний стиль, який приніс йому визнання.
Надихаючись тим, що бачив на вулицях паризьких передмість, Готьє прославився як enfant terrible високої моди. Він носив тільник і кілт, одягав чоловіків-моделей в жіночі костюми, віддавав перевагу епатажним моделям з пірсингом. У 1993 р. відкрив власну парфумерну лінію.
Чи не найбільш відомим винаходом Готьє був гострий чорний бюстгальтер Мадонни, який дебютував під час її світового турне в
1990 році. Інший знаменитий клієнт Готьє — Мерилін Менсон. Створив екстравагантні костюми для фільмів Педро Альмодовара («Кіка»), Пітера Гріневея («Кухар, злодій, його дружина та її коханець»), Жана-П'єра Жене («Місто загублених дітей») та Люка Бессона («П'ятий елемент»). Створив всі костюми для туру Мілен Фармер 2009. Широкий резонанс мала виставка в нью-йоркському художньому музеї Метрополітен «Чоловіки у спідницях».
У травні 2010 року Жан-Поль Готьє покинув один з самих елітарних будинків моди Hermès після семи років роботи. Основною причиною називається бажання дизайнера зосередитися на власному бренді.
Готьє змінив Крістоф Лемер, який розробляв лінію жіночого одягу в Hermès, до цього обіймав посаду головного дизайнера в Lacoste, а також працював в Christian Lacroix, Yves Saint Laurent і Thierry Mugler. Hermès висловив глибоку вдячність Готьє за його неоціненний творчий внесок.
21 липня 2010 французький кутюр'є Жан-Поль Готьє був названий президентом власного дому моди і компанії Jean Paul Gaultier SA. Він змінив на цій посаді Веронік Готьє, що не має родинних зв'язків з модельєром.
Відкритий гей[джерело?].

## Нагороди та премії
У 2007 році був удостоєний премії Fashion Group International за «ламання стереотипів та стирання кордонів моди».